# Valli di Novellara
Valli di Novellara este o arie protejată (arie specială de conservare — SAC, sit de importanță comunitară — SCI, arie de protecție specială avifaunistică — SPA) din Italia întinsă pe o suprafață de 1.982 ha, integral pe uscat.

## Localizare
Centrul sitului Valli di Novellara este situat la coordonatele 44°53′31″N 10°45′20″E / 44.8919°N 10.7556°E.

## Înființare
Situl Valli di Novellara a fost declarat sit de importanță comunitară în decembrie 1995 pentru a proteja 1 specie de plante și 89 de specii de animale. Alte tipuri de protecție:
- arie de protecție specială avifaunistică (în august 1999)[3]
- arie specială de conservare (în martie 2019)[2][4][5]

## Biodiversitate
Situată în ecoregiunea continentală, aria protejată conține 4 habitate naturale: Lacuri eutrofice naturale cu vegetație de tip Magnopotamion sau Hydrocharition, Ape puternic oligomezotrofe cu vegetație bentonică cu Chara spp., Râuri cu maluri nămoloase cu vegetație de Chenopodion rubri p.p. și Bidention p.p., Râuri mediteraneene cu debit intermitent, cu specii de Paspalo-Agrostidion.
La baza desemnării sitului se află mai multe specii protejate:
- plante (1): Marsilea quadrifolia
- păsări (87): uliu păsărar (Accipiter nisus), lăcar mare (Acrocephalus arundinaceus), privighetoare-de-baltă (Acrocephalus melanopogon), lăcar-de-rogoz (Acrocephalus schoenobaenus), lăcar-de-lac (Acrocephalus scirpaceus), fluierar de munte (Actitis hypoleucos), ciocârlie-de-câmp (Alauda arvensis), pescăruș albastru (Alcedo atthis), rață sulițar (Anas acuta), rață pitică (Anas crecca), rață mare (Anas platyrhynchos), lăstunul mare (Apus apus), egretă mare (Ardea alba), stârc cenușiu (Ardea cinerea), stârc roșu (Ardea purpurea), stârc galben (Ardeola ralloides), ciuf-de-pădure (Asio otus), cucuvea (Athene noctua), rață-cu-cap-castaniu (Aythya ferina), rața moțată (Aythya fuligula), buhai de baltă (Botaurus stellaris), Bubulcus ibis, fugaci de țărm (Calidris alpina), fugaci mic (Calidris minuta), bătăuș (Calidris pugnax), caprimulg (Caprimulgus europaeus), chirichița cu obraz alb (Chlidonias hybrida), chirighiță neagră (Chlidonias niger), barză albă (Ciconia ciconia), barză neagră (Ciconia nigra), erete de stuf (Circus aeruginosus), erete vânăt (Circus cyaneus), erete cenușiu (Circus pygargus), dumbrăveancă (Coracias garrulus), cuc (Cuculus canorus), lăstun de casă (Delichon urbicum), ciocănitoare pestriță mare (Dendrocopos major), egretă mică (Egretta garzetta), presură sură (Emberiza calandra), șoim de iarnă (Falco columbarius), șoimul rândunelelor (Falco subbuteo), vânturel de seară (Falco vespertinus), lișiță (Fulica atra), becațină comună (Gallinago gallinago), găinușă de baltă (Gallinula chloropus), cocor (Grus grus), piciorong (Himantopus himantopus), Hippolais polyglotta, rândunică (Hirundo rustica), Hydrocoloeus minutus, stârc pitic (Ixobrychus minutus), sfrâncioc roșiatic (Lanius collurio), pescăruș râzător (Larus ridibundus), sitar de mâl (Limosa limosa), ciocârlie de pădure (Lullula arborea), privighetoare (Luscinia megarhynchos), rață fluierătoare (Mareca penelope), rață pestriță (Mareca strepera), gaia neagră (Milvus migrans), gaia roșie (Milvus milvus), codobatura galbenă (Motacilla flava), Numenius arquata arquata, stârc de noapte (Nycticorax nycticorax), pietrar sur (Oenanthe oenanthe), ciuf-pitic (Otus scops), cormoran mare (Phalacrocorax carbo), ciocănitoarea verde (Picus viridis), lopătar (Platalea leucorodia), ploier auriu (Pluvialis apricaria), corcodel mare (Podiceps cristatus), corcodel-cu-gât-negru (Podiceps nigricollis), cresteț pestriț (Porzana porzana), cristei de baltă (Rallus aquaticus), mărăcinar (Saxicola rubetra), Spatula clypeata, rață cârâitoare (Spatula querquedula), chiră de baltă (Sterna hirundo), chiră mică (Sternula albifrons), corcodel mic (Tachybaptus ruficollis), călifar alb (Tadorna tadorna), fluierar negru (Tringa erythropus), fluierar de mlaștină (Tringa glareola), fluierar cu picioare verzi (Tringa nebularia), fluierarul de zăvoi (Tringa ochropus), fluierarul cu picioare roșii (Tringa totanus), nagâț (Vanellus vanellus), Zapornia parva
- amfibieni (1): Triturus carnifex
- reptile (1): țestoasa de baltă (Emys orbicularis)

Pe lângă speciile protejate, pe teritoriul sitului au mai fost identificate 45 de specii de plante, 4 specii de amfibieni, 11 specii de mamifere, 4 specii de nevertebrate, 5 specii de reptile.